# Чингіс (місто)
Чингіс (до 2013 року Ундурхаан, Ундер-Хан, монг. Өндөрхаан) — місто, центр Хентійського аймаку вздовж узбережжя річки Керулен за 331 км від Улан-Батора.
Населення станом на 2004 рік 15 ттс. Місто засновано у 1691 році[джерело?], є деревообробна фабрика, борошномельний комбінат, продуктові та промислові комбінати, музеї, монастирі.

## Назва
За легендою неподалік від сучасного міста народився Чингісхан. До 2013 року місто називалось Ундерхаан, але 18 листопада 2013 року відбувся схід всіх мешканців який ухвалив перейменувати місто в Чингіс-Хот. Це рішення затвердив Великий державний хурал
.

## Економіка
Важливою для міста галуззю є видобування вугілля — за 53 км на схід від міста знаходиться кам'яновугільний басейн Чандагана Тал. Для розвитку економічних проектів, які розташовані в місті, діє програма розвитку ООН скерована на розвиток міських, приміських та сільських ділових зв'язків.

## План розвитку
У 2002 році було ухвалено генеральний план розвитку міста до 2023 року. Відповідно до цього плану відбудеться тотальна перебудова центру міста, озеленення, будівництво парку розваг і нового стадіону.

## Транспорт
У місті працює аеропорт (код UNR/ZMUH), має одну асфальтовану злітно-посадкову смугу та обслуговує регулярні рейси до Улан-Батора. Аеропорт розташовано на відстані 4 км від міста.